# スロベニアの国章
スロベニアの国章（スロベニアのこくしょう）は赤の縁取りをもつ青い盾の中に、白い山が描かれている。 この山はスロベニアの象徴であるトリグラウ山で、その下には海と川を示す2本の波線がデザインされている。 山の上に輝く3つの金色の六芒星は、かつてこの地を統治していたツェリェ伯爵家の紋章から採られている。1991年に公募で採用されたこの国章は、スロベニアの現代アーティスト、マルコ・ポガチュニク（Marko Pogačnik）によって制作された。 

## 以前の国章

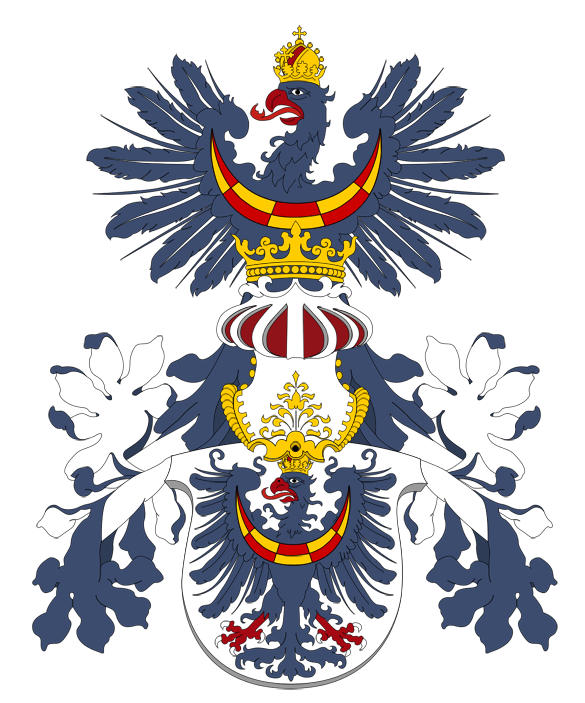
カルニオラの紋章
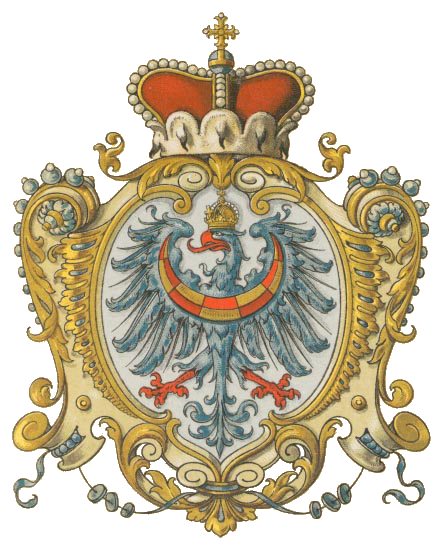
カルニオラ公国の紋章
ユーゴスラビア王国時代の国章
共産ユーゴスラビア統治時代のスロベニア社会主義共和国の国章

海、川とトリグラウはユーゴスラビアの構成国であったスロベニア社会主義共和国時代の国章にもモチーフとして使用されていた。
以前の国章には小麦とリンデン（セイヨウボダイジュ）の葉が丸くあしらわれ、社会主義を示す赤い星が上部に現れている。